# Endor (planeet)
Endor is een fictieve planeet uit het Star Wars-universum.
Endor heeft een natuurlijke maan, meestal 'Bos-maan van Endor' genoemd maar de maan wordt soms ook wel aangeduid als de Sanctuary Moon. Endor en de Bos-maan zijn te zien in Star Wars: Episode VI: Return of the Jedi en kortstondig in Star Wars: Episode IX: The Rise of Skywalker.

## Endor
De Bos-maan bevindt zich in de Moddell-sector en draait om de planeet Endor, een roze-rode planeet met een diameter van zo'n 87.000 km, waarover weinig bekend is. De maan heeft een diameter van ruim 4.900 km en bezit een dampkring, waardoor er leven mogelijk is. Dit is er dan ook volop, in de vorm van onder meer Ewoks, Goraxes, Yuzzumis, Duloks, Teeks en Condor-draken. Een groot deel van de maan is bedekt met bossen, maar er zijn ook zeeën en woestijngebieden.
In de wouden wonen de Ewoks in boomhutten die verbonden zijn met elkaar. Communicatie gebeurt er via drums. Het geheel doet veel denken aan de woningen in de Peter Pan-films en de woonplaatsen van de Na'vi uit Avatar.

## Geschiedenis
De maan was van cruciaal belang voor de uiteindelijke overwinning van de rebellen over het Galactisch Keizerrijk van keizer Palpatine. Op de maan bevond zich de schildgenerator die de tweede Death Star van een afweerschild voorzag. Uiteindelijk lukte het de rebellen, met hulp van de inheemse Ewoks, om onder leiding van Han Solo, Leia Organa en Chewbacca de energiecentrale op te blazen. Hierdoor kon Lando Calrissian met de Millennium Falcon de Death Star opblazen, waardoor het keizerrijk verslagen werd. Ook de kwaadaardige Sith werden vernietigd tijdens deze Slag om Endor.

## Andere media
- Caravan of Courage: An Ewok Adventure
- Ewoks: The Battle for Endor
- Star Wars: Ewoks (animatieserie)

## Trivia
- De naam Endor komt in de Bijbel (1 Samuel 28:7) voor als de plek waar koning Saul heen gaat als hij een orakel (ook wel de heks van Endor, zie het artikel Hekserij) raadpleegt.
- De naam Endor komt uit de In de ban van de ring- of The Lord of the Rings-boeken van J.R.R. Tolkien. Hierin wordt door het elfenvolk Midden-aarde Endor genoemd.